# Sergio Mattarella
Sergio Mattarella (n. 23 iulie 1941, Palermo, Italia) este un politician, jurist și judecător italian, care din 3 februarie 2015 este al doisprezecelea președinte al Italiei. Fost judecător la Curtea Constituțională Italiană, Mattarella, a devenit astfel președinte al țării pentru un mandat prezidențial de șapte ani. El a fost ales cu 665 de voturi prin alegătorii din Camera Deputaților și Senatul italian. În timpul procesului de alegere, Sergio Mattarella a fost puternic susținut de șeful guvernului italian, Matteo Renzi. În 2022, a fost reales pentru un al doilea mandat. Mattarella este primul sicilian care a ajuns în funcția de președinte al Italiei.

Sergio Mattarella a fost căsătorit cu Marisa Chiazzese. Soția sa a decedat în 2012. El are trei copii.